# Перепілка африканська
Перепілка африканська (Synoicus adansonii) — вид куроподібних птахів родини фазанових (Phasianidae). Поширений в Африці.

## Назва
Наукова назва виду вшановує французького натураліста Мішеля Адансона (1727-1806).

## Поширення
Вид поширений в тропічних регіонах Африки. Його ареал починається в Кот-д'Івуарі та Сьєрра-Леоне і продовжується фрагментарно на схід до Південного Судану та крайнього заходу Ефіопії, проходячи через Нігерію, Камерун і Чад. На південь простягається до Уганди, Анголи, Танзанії, Зімбабве, Мозамбіку та ПАР.
Мешкає у вологих саванах, трав'янистих рівнинах, рисових полях і вологих трав'янистих областях у лісистих регіонах. Вони також зустрічаються на окраїнах боліт і в подібних середовищах. В основному це типові птахи рівнин і низовин, але це не заважає їм досягати до 1800 метрів над рівнем моря в Східній Африці і до 1400 метрів в Зімбабве.

## Опис
Птах має довжину 14–16,5 см і важить 43–44 г. Його ноги жовті. Колір очей варіюється від коричневого у молодняка до червоного у племінного самця. Вид статево диморфний. Оперення самців переважно темно-сланцево-блакитне, з рудими плямами на крилах. Самець має чорний дзьоб, коричневу голову і чорно-біле горло. На грудях є біла пляма. Його махові пера коричневі. У самиці лоб, боки голови та шия, боки тіла оранжево-коричневі. Коронка коричнева, з чорними цятками. Дзьоб самиці буруватий. Нижня частина має червоно-коричневий колір із чорними смугами, а верхня частина має чорні та рудуваті плями та смуги. Молодь схожа на самицю.

## Спосіб життя
Трапляється парами або сімейними групами до шести особин. Птахи мігрують з однієї області африканського континенту в іншу: у багатьох регіонах вони прилітають на початку сезону дощів і йдуть, як тільки відчуваються перші зміни, викликані сухим сезоном. Харчується переважно насінням.
Моногамні птахи, які утворюють дуже міцні парні зв'язки. Період розмноження змінюється в залежності від тривалості та інтенсивності опадів =. Зазвичай він починається на початку сезону дощів, який значно відрізняється від одного регіону до іншого: грудень-квітень у Південній Африці, січень-квітень у Зімбабве, лютий-травень у Малаві, травень-липень у Східній Африці. Гніздо — неглибоке заглиблення, створене дряпанням на землі, можливо, вистелене невеликою кількістю трави. Самиця відкладає від 3 до 9 яєць оливково-коричневого кольору з дрібними червонуватими або багряними крапками. Протягом 16 днів вона насиджує практично сама, але вважається, що самець час від часу надає їй допомогу.